# Johan Peter Falck
Johan Peter Falck   (26 de novembre de 1732 - Kazan, 31 de març de 1774) va ser un botànic suec un dels deixebles de Carl von Linné. Falck Estudià a la Universitat d'Uppsala essent alumne de Linné. Falck viatjà a Sant Petersburg, i participà en l'expedició botànica a Rússia de 1768 a 1774 organitzada pel científic alemany Peter Simon Pallas. No només va fer observacions sobre botànica, també en va fer, per exemple d'etnològiques. Afectat per una depressió, Falck es suïcidà a Kazan. Les notes de Falck es van publicar en alemany amb el títol Beyträge zur topgraphischen Kentniss des russischen Reichs I.III (1785–1786). Van ser editades per Johann Gottlieb Georgi. Carl Peter Thunberg, el 1786, va donar nom al gènere de plantes Falckia en el seu honor.

## Obres
- Falck, Johannes Petrus, Planta Alströmeria Arxivat 2009-03-16 a Wayback Machine. (diss., pres. C. von Linné) Upsaliae 1762  PDF
- Falk, Johann Peter, Beyträge zur Topographischen Kenntniss des Russischen Reichs, I-III, (utg. av Johann Gottlieb Georgi) St. Petersburg 1785-86.
- [Linné, Carl von] Bref och skrifter af och till Carl von Linné, bd I:VI, Stockholm 1912. (Brev mellan Linné och Falck.) (The Linnaean Correspondence)
- Henrik Sandblad, "Bjerkander, J.P. Falck och Tessin. Några brev till och om Kinnekulle", Lychnos 1979-1980, s. 260-268. (Brev från Falck till Clas Bjerkander.)